# Marie Tharp
Marie Tharp (Ypsilanti, 30 juli 1920 – Nyack, 23 augustus 2006) was een Amerikaans oceanograaf. Samen met Bruce Heezen bracht ze grote stukken van de oceaanbodem in kaart. 
Tharp ontdekte samen met Heezen en gelijktijdig met Maurice Hill dat de centrale kloof op de Mid-Atlantische Rug seismisch actief is en het epicentrum van veel aardbevingen vormt. Deze ontdekkingen zouden leiden tot de theorie van oceanische spreiding en de acceptatie van Alfred Wegeners theorie van continentverschuiving.
De American Library of congress noemde haar een van de vier grootste cartografen van de 20e eeuw.